# Matrice binaria
Una matrice binaria  o (0,1)-matrice è una matrice intera i cui elementi possono valere solo zero o uno. In termini più formali sono matrici che, in quanto funzioni, hanno codominio contenuto in {0,1}.
La matrice identità è un caso particolare di matrice binaria (quadrata), in cui gli elementi della diagonale principale hanno valore 1, e tutti gli altri elementi hanno valore 0.

## Esempi
Gli esempi di matrici binarie significative sono numerosi:
Un esempio di matrice binaria 2 × 2 è
{\displaystyle {\begin{pmatrix}0&1\\1&0\\\end{pmatrix}}}
Più in generale tutte le 16 matrici binarie 2 × 2 sono le tavole di moltiplicazione per gli operatori booleani binari; la precedente corrisponde all'or esclusivo (XOR).
Una matrice delle adiacenze nella teoria dei grafi è una matrice
in cui righe e colonne rappresentano i nodi di un grafo e le cui entrate uguali ad 1 rappresentano gli archi del grafo.
La matrice delle adiacenze di un grafo semplice e
non orientato è una matrice binaria simmetrica.
Una matrice permutativa è una matrice binaria che presenta un solo
1 in ogni riga e in ogni colonna.
Una matrice di disegno in analisi della varianza (vedi anche disegno a blocchi) è una matrice binaria con la somma delle righe costante.

## Importanza
Le matrici binarie e, più in generale, le funzioni binarie giocano un ruolo di base per la matematica, in quanto lo zero e l'uno sono definiti in ogni anello. Inoltre le funzioni binarie sono basilari per l'informatica, in quanto tutte le implementazioni in fondo si servono di bits.